# Hermann Blankenstein
Pour les articles homonymes, voir Blankenstein (homonymie).

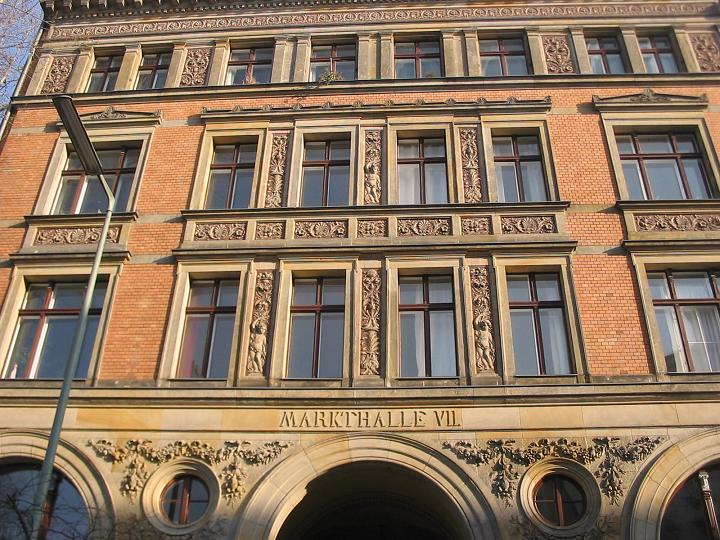
Façade de la, 1888

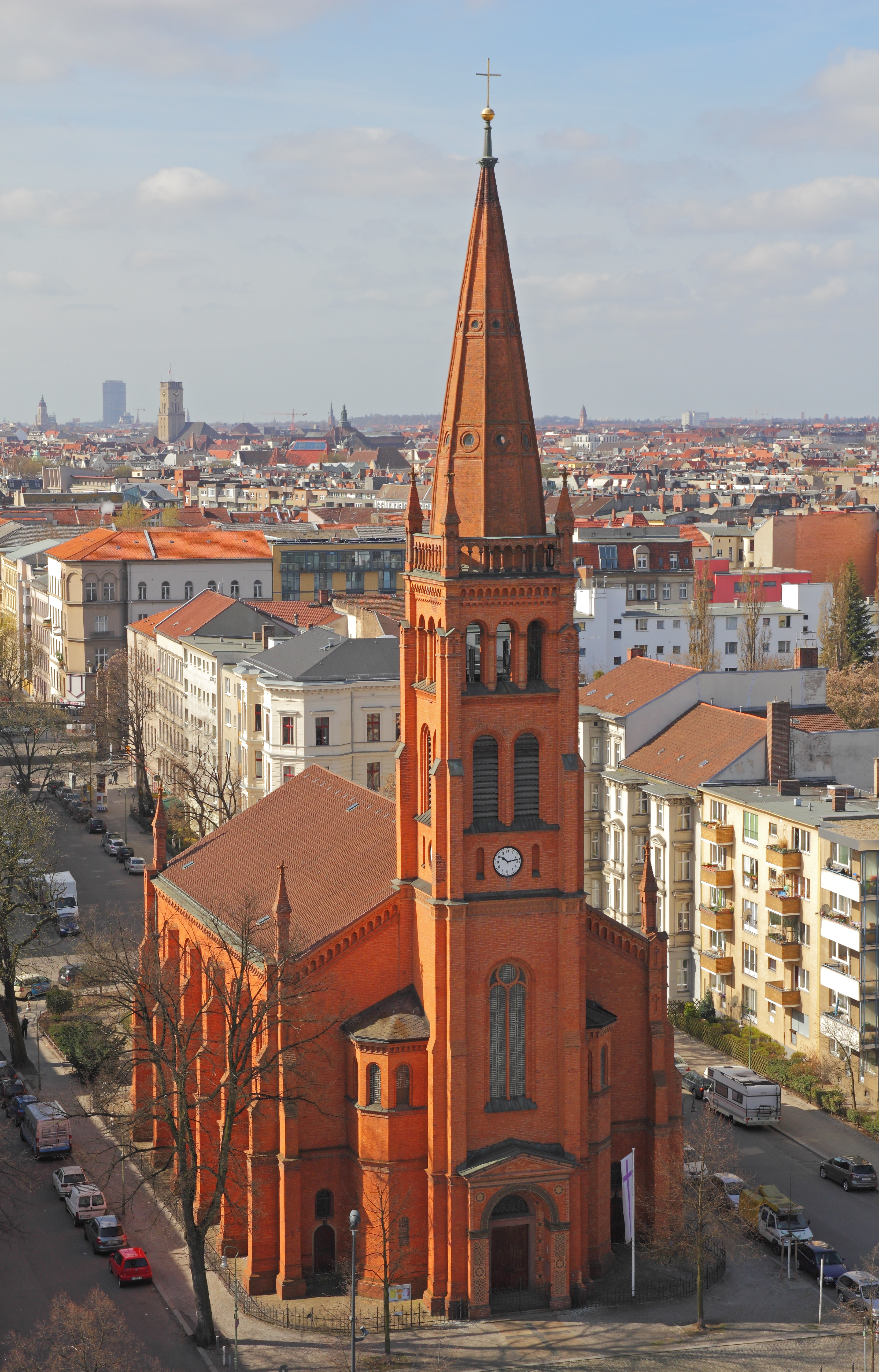
-Schöneberg

Hermann Wilhelm Albert Blankenstein (né le 10 janvier 1829 à Grafenbrück près de Finowfurt, arrondissement du Bas-Barnim (de) et mort le 6 mars 1910 à Charlottenbourg) est un architecte prussien. Au cours de son mandat de 24 ans en tant qu'agent d'urbanisme de Berlin, il planifie la construction de tous les bâtiments de la ville, dont 120 bâtiments scolaires.

## Biographie
Hermann Blankenstein est le fils d'un inspecteur du génie hydraulique. Après son service militaire, il entreprend des études à l'Académie d'architecture de Berlin en 1849. En 1851, il réussit l'examen de chef de chantier et, en 1851/1852, il assiste Wilhelm Salzenberg (de) dans la préparation graphique de son étude de construction de la basilique Sainte-Sophie. Dans les années 1854-1856, il poursuit ses études à l'académie du bâtiment et les complète par l'examen d'état de maître d'œuvre. Il travaille ensuite d'abord à la commission des bâtiments militaires de Berlin, puis est transféré à Stettin en tant que maître d'œuvre du gouvernement.
Après avoir passé l'examen d'ingénieur des eaux, des chemins et du fer en 1862, il est muté à Stargard-en-Poméranie en 1863. En 1865, sur la recommandation de Friedrich Adler, il retourne à la Commission ministérielle du bâtiment à Berlin. Entre 1866 et 1872, il enseigne à temps partiel à l'Académie d'architecture.
De 1872 à 1896, Blankenstein est à la tête de l'administration du bâtiment de Berlin en tant qu'officier du bâtiment de la ville. Son premier bâtiment à Berlin est l'église protestante luthérienne de Berlin (de) en 1857, une vieille église luthérienne qui est encore utilisée pour le culte aujourd'hui. Blankenstein rénove l'église Saint-Nicolas et l'église Sainte-Marie au nom de la ville et sous sa participation et sa direction déterminantes, il construit surtout des écoles et des marchés couverts. Mais pour un montant total de 110 millions de marks, les institutions berlinoises suivantes sont également construites :
- le siège de la police à Alexanderplatz, à l'époque le plus grand bâtiment de la ville après le palais ,
- les bâtiments de Mühlendamm (de),
- les asiles de fous de Dalldorf (de) et Herzberge (de),
- le refuge municipal (de) comme premier asile pour les sans-abris, appelé "palmier" par les habitants,
- l'infirmerie de la Prenzlauer Allee (de),
- l'orphelinat (de),
- les hôpitaux d'Am Urban (de) et de Moabit,
- l'institut pour épileptiques de Wuhlgarten (de) ainsi que
- le marché aux bestiaux (de).

Ces édifices en briques de style simple et austère au décor stéréotypé de terre cuite se caractérisent par le bandeau de briques jaunes et rouges
Blankenstein quitta le service en 1896 et est remplacé par Ludwig Hoffmann. Berlin honore Blankenstein du titre d'ancien de la ville (de). La sépulture familiale, entre-temps sépulture d'honneur de la ville, est située au cimetière de Jérusalem et de la Nouvelle Église I dans la section 2/2 sur Zossener Straße (de) à Kreuzberg. C'est là que repose, entre autres, son fils cadet Paul Blankenstein qui, en tant qu'ancien maire adjoint de Schöneberg, reçoit également le titre d'ancien de la ville. Une peinture à l'huile grandeur nature de Hermann Blankenstein, réalisée par son fils aîné Otto Blankenstein, est entrée en 1954 en possession du Sénat de Berlin-Ouest  par donation.
Depuis la fin du XXe siècle, deux rues portent le nom de Hermann Blankenstein : la Blankensteinweg à Spandau et la Hermann-Blankenstein-Strasse à Prenzlauer Berg, sur le site de l'ancien marché aux bestiaux de Berlin (de). Une plaque commémorative de Blankenstein se trouve devant "l'hôpital et la maison des malades" qu'il conçoit dans la Prenzlauer Allee et dont le bâtiment abrite depuis les années 2010 la mairie d'arrondissement de Pankow avec quelques services et les archives.

## Réalisations (sélection)

### Églises et bâtiments urbains généraux
- 1855–1857: Église protestante luthérienne de Berlin (de) (église Sainte-Anne), Annenstraße 52/53
- 1864-1865 : Paroisse et école de l'église Saint-Anne
- 1866-1867 : Transformation de la chambre des représentants (direction de la construction d'après un projet de Johann Eduard Jacobsthal)
- 1867–1868 : Aménagement des salles latérales de la porte de Brandebourg (avec Heinrich Strack et Georg Erbkam)
- 1870–1871 : Transfert de l'arcade judiciaire de Berlin au parc Babelsberg (avec JH Strack, directeur de la construction Reinhold Persius (de))
- 1871–1874 : Église des Douze-Apôtres (de), Kurfürstenstrasse (de)/An der Apostelkirche, Berlin-Schöneberg, d'après un projet de Friedrich August Stüler créé en 1864 (complété par Julius Emmerich (de))
- 1876 : Renouvellement de l'église Sainte-Marie-Madeleine d'Eberswalde (de)
- 1876-1878 : Reconstruction des tours jumelles de l'église Saint-Nicolas de Berlin
- 1877–1883 (ouvert en 1881): Bâtiment sur l'élevage central et l'abattoir, Berlin-Prenzlauer Berg, Eldenaer Straße (avec August Lindemann (de))
- 1884:52. Caserne de pompiers de Memel, Marchlewskistraße 6 (anciennement Memeler Straße 39), Berlin-Friedrichshain (aujourd'hui Maison de la culture de l'ancienne caserne de pompiers (de))
- 1885–1886: Institut de désinfection Ohlauer Straße 39-41 (anciennement Grünauer Straße 23/24), agrandissement en 1892/93 par Karl Frobenius, aujourd'hui on y trouve une garderie et  une salle de sport
- 1886–1890: Siège de la police royale Alexanderplatz, Berlin-Mitte (détruit)
- 1890-1893 : Bains publics au pont Schilling (de) (en collaboration avec l'architecte Schmidt) [3]
- 1890-1893 : Hall d'entrée et chapelle du cimetière de Friedrichsfelde et aménagement sur le Mühlendamm (de) (caisse d'épargne, démolie en 1935) avec construction d'écluse (de)
- 1892–1893: Maison des jardiniers et maison des machines "Villa Kreuzberg", Kreuzbergstraße 62, Berlin-Kreuzberg
- 1892–1895 : Agrandissement du palais Ephraim (de), Berlin-Mitte et église de la Résurrection (de), Friedenstraße 83 (avant-projet, avant-projet général et direction de la construction August Menken (de))
- 1893-1894 : Reconstruction et transformation de l'église Sainte-Marie à Berlin-Mitte

### Hôpitaux et institutions sociales
- 1867 : Hôpital-caserne de la Charité[4]
- 1869-1883 : Bâtiments de l'hôpital Impératrice-Augusta (de) à Berlin-Mitte, Scharnhorststraße 3
- 1872 : Hôpital de Moabit, à Berlin-Tiergarten, Turmstraße (de) 21 (avec Adolf Gerstenberg (de))[4]

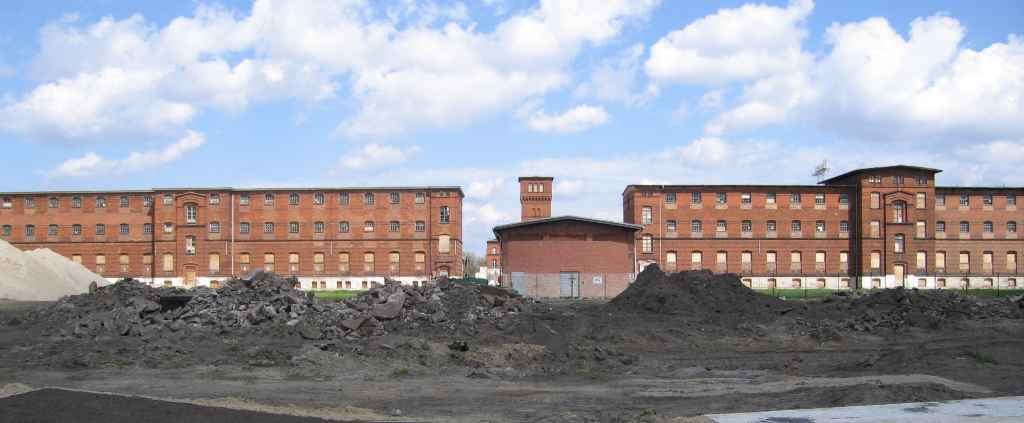
Atelier de la ville de Rummelsbourg à l'été 2006

- 1877–1879: Atelier de Rummelsbourg (de)
- 1877–1880: Asile psychiatrique de Dalldorf (de)
- 1880–1882 et 1886–1887: Institution de retraite de la Fondation empereur Guillaume et Augusta à Berlin-Gesundbrunnen, Schulstraße 98 (avec Gustav Erdmann (de))
- 1886–1887: Refuge municipal "Palme" (de) à Berlin-Prenzlauer Berg, Fröbelstraße 15, plus tard Hôpital de Prenzlauer Berg, aujourd'hui clinique de Prenzlauer Berg (de)
- 1886-1889 : Infirmerie et hôpital Frédéric-Guillaume à Berlin-Prenzlauer Berg, Fröbelstraße 17 et Prenzlauer Allee 63-77, 1927-1934 hôpital Hufeland, puis bureau de district de Prenzlauer Berg
- 1887 : "Maisons de colons" Dalldorf [4]
- 1887–1890: Hôpital Am Urban (de) (avec Karl Frobenius)
- 1890 : Extensions du Grand Orphelinat Frédéric (de) à Boxhagen-Rummelsburg (de)[4]
- 1890-1893 :
  - Asile psychiatrique d'Herzberge (de)
  - Institut pour l'épilepsie de Wuhlgarten (de)
- 1893–1894: Centre de détention de Rummelsbourg (de)
- 1894–1895 : tablissement d'enseignement obligatoire pour garçons (de), Berlin-Lichtenberg, plus tard hôpital municipal pour enfants "Lindenhof", aujourd'hui quartier résidentiel de Lindenhof
- 1895–1897: Hôpital du Saint-Esprit et Saint-Georges, Reinickendorfer Straße 59, Berlin-Gesundbrunnen (construit par Gustav Erdmann et Richard Hoßfeld sous la direction de Blankenstein)

### Bâtiments scolaires
- 1871–1873: École Saint-André (de), Lange Straße 31, Berlin-Friedrichshain, à partir de 1906 école professionnelle, transformée en hôtel
- 1871–1875: Lycée de Dorotheenstadt, Georgenstraße 30/31 et lycée de Friedrichswerder, Dorotheenstraße 13/14, Berlin-Mitte (d'après le concept général de l'inspecteur municipal Arnold Hanel), détruit, aujourd'hui emplacement du Centre de commerce international (de)
- 1872–1873:
  - 76e école communale, Muskauer Straße 53, Berlin-Kreuzberg (d'après les plans d'Arnold Hanel), plus tard Borsig-Oberschule, depuis 2011 école spécialisée Pro-Inklusio pour la pédagogie sociale
  - 8e et 63e écoles communales et maison du directeur, Gipsstraße 23A, Berlin-Mitte, aujourd'hui école primaire Kastanienbaum
- 1873–1874:
  - École Frédéric (de), Albrechtstraße 27, Berlin-Mitte, seule la partie ouest du bâtiment est conservée
  - 74e et 79e écoles communales Pappelallee 30/31, Berlin-Prenzlauer Berg, aujourd'hui école Elinor-Ostrom (de)
- 1873, 1877: 58e et 95e écoles communales, Heinrich-Roller-Straße 18, Berlin-Prenzlauer Berg, aujourd'hui école Heinrich-Roller
- 1873, 1894–1895: école Louise, Ziegelstraße 12, Berlin-Mitte (aujourd'hui utilisé par l'université Humboldt)
- 1874–1875:
  - Lycée ascanien (de), Hallesche Straße, Berlin-Kreuzberg (avec Adolf Reich)
  - 54e et 8e écoles communales, Schlesische Straße 4, Berlin-Kreuzberg (avec Bernhard Mylius (de)), seul le logement des enseignants est conservé, il est utilisé par une crèche.
- 1874–1876: École Sophie pour filles, Weinmeisterstraße 16/17 et lycée Steinstraße 32–34, Berlin-Mitte, détruit
- 1875–1876: Lycée Leibniz, Mariannenplatz 27/28, Berlin-Kreuzberg, aujourd'hui école Nürtingen
- 1876–1877:
  - 80e école communale, Wrangelstraße 128, Berlin-Kreuzberg, aujourd'hui écoleE.-O.-Plauen
  - 89e et 96e écoles communales, Schwedter Straße 232–234, Berlin-Mitte
- 1877–1880: Lycée Falk und école Charlotte pour filles, Lützowstraße 83, 84, 84C, 85, Pohlstraße 62, Berlin-Tiergarten, plus tard écoles Fritzlar-Homberg et Grips, fusionnées en 2010 en école Allegro
- 1880–1881:
  - 87e und 98e écoles communales, Marchlewskistraße 45 (anciennement Memeler Straße 24-25), Berlin-Friedrichshain (avec Bernhard Mylius), seul le logement des enseignants est conservé
  - (agrandissement 1890-1891) 40e, 91e et 101e écoles communales et 6e école secondaire, Gneisenaustrasse 7, Berlin-Kreuzberg (projets de Karl Frobenius, Fritz Haack et August Lindemann sous la supervision de Blankenstein), aujourd'hui école Lina-Morgenstern
- 1881–1882: 113e et 128e écoles communales, Turmstraße 86, Berlin-Moabit, depuis 1971 école primaire Anne-Frank, aujourd'hui Académie d'administration de Berlin
- 1882–1883: 107e école communale, Genthiner Straße 10, Berlin-Tiergarten (avec Adolf Reich), le logement de l'enseignant est conservé et sert de bâtiment de service à la société des eaux de Berlin
- 1883: École communale double n° 135 et 137, Friedenstraße 31, Berlin-Friedrichshain, seul le logement de l'enseignant est conservé.
- 1884–1885:
  - 153. école de garçons et 154e école de filles à Berlin-Mitte, aujourd'hui lycée John-Lennon (de)
  - Lycée Marguerite, Ifflandstraße 11, Berlin-Mitte, en grande partie détruit, l'ancienne maison du directeur fait aujourd'hui partie du lycée Max-Planck-Oberschule
  - 106e et 152e écoles communales, Fraenkelufer 18 (anciennement Kottbuser Ufer 51), Berlin-Kreuzberg, plus tard école Hunsrück
  - 133e et 149e écoles communales double, Bergmannstraße 28/29, Berlin-Kreuzberg
- 1884–1886: 105e et 121e école communale, Prenzlauer Allee 227/228, Berlin-Prenzlauer Berg, aujourd'hui Centre culturel et éducatif Sebastian Haffner
- 1884–1887: Lycée Lessing (de), Pankstraße 18/19, Berlin-Gesundbrunnen (avec Gustav Erdmann et Richard Hoßfeld)
- 1885: 51e et 130e écoles communales double, Niederwallstraße 6-7, Berlin-Mitte, fait aujourd'hui partie de l'école hôtelière de Berlin
- 1885–1886: 132e et 142e écoles communales double, Demminer Straße 27, Berlin-Gesundbrunnen (avec Killing), aujourd'hui école Vineta
- 1886–1887:
  - 1re école (de), Alexandrinenstraße, Berlin-Kreuzberg (avec Karl Frobenius), seule la maison des enseignants, qui fait aujourd'hui partie de l'école Hans-Böckler, est conservée.
  - école communale double Tempelhofer Ufer 2, Berlin-Kreuzberg (100e école Blankenstein, détruite)
  - 115e et 237e écoles communales, Skalitzer Straße 55/56, Berlin-Kreuzberg (avec Karl Frobenius), aujourd'hui école Refik-Veseli
- 1886–1888: 117e et 178e école communale, 15e école primaire et 8e école pour filles, Eberswalder Straße 10, Berlin-Prenzlauer Berg
- 1886–1890: 110e et 174e écoles communales double Schönhauser Allee 166a, Berlin-Prenzlauer Berg, détruite
- Avant 1887: 45e école communale Auguststraße 67/68, Berlin-Mitte, détruite
- 1887–1888: 40e et 150e écoles communales, Tempelhofer Ufer 20, Berlin-Kreuzberg, seul le logement de l'enseignant sur la rue a été conservé, le terrain derrière appartient aujourd'hui à l'école Hector-Peterson
- 1887–1888 et 1889–1891: 5e école secondaire municipale, Stephanstraße 3 et 160e et 188e écoles communales, Stephanstraße 2 (avec la participation de Fridolin Zekeli), les bâtiments conservés sont aujourd'hui intégrés dans l'école secondaire Moses-Mendelssohn.
- 1887–1889: 26e et 179e écoles communales Albrechtstraße 20, Berlin-Mitte
- 1888–1889:
  - 117e et 178e écoles communales, Eberswalder Straße 10, Berlin-Prenzlauer Berg, en grande partie détruite, l'ancien logement de l'enseignant est aujourd'hui une crèche.
  - 146. et 180. écoles communales Hannoversche Straße 20, Berlin-Mitte, aujourd'hui école primaire porte-de-Neuen
- 1888–1890:144e, 176e et 184e écoles communales (de), Graefestraße 85-88, Berlin-Kreuzberg (avec Karl Frobenius), plus tard école Friedrich-Ludwig-Jahn, aujourd'hui école Albrecht-von-Graefe
- 1889: école communale, Olivaer Straße 19 (aujourd'hui Rudi-Arndt-Straße 18), Paul-Heyse-Straße 8, Berlin-Prenzlauer Berg, aujourd'hui école Tesla
- 1889–1890: 111e et 186e écoles communales double, Pflugstraße 12, Berlin-Mitte, aile des classes détruite, seule la maison du directeur est conservée
- 1889–1892: 167e et 175e écoles communales, Putbusser Straße 22, Berlin-Gesundbrunnen (collaboration de Fritz Haack et Arthur Müller), aujourd'hui école Heinrich-Seidel
- 1890–1891: 177e et 191e écoles communales, Görlitzer Straße 51, Berlin-Kreuzberg, 1967-2005 école Kurt-Held
- 1891–1892
  - 163e et 192e école communale, Böckhstraße 16, Berlin-Kreuzberg (avec Karl Frobenius), aujourd'hui lycée Hermann-Hesse
  - 140e et 194e écoles communales et 9e école secondaire, Prinzenallee 8, Berlin-Gesundbrunnen (construite par Paul Hesse sous la supervision de Blankenstein), aujourd'hui école Gesundbrunnen
- 198–1894:
  - 168e, 182e et 189e écoles communales, Stephanstraße 27, Berlin-Moabit (avec la participation de Fridolin Zekeli)
  - 193e et 195e écoles communales, Wrangelstraße 128, Berlin-Kreuzberg, aujourd'hui école primaire E.-O.-Plauen
- 1893: 8e école Rheinsberger Straße 4–5, Berlin-Mitte (avec Paul Hesse), aujourd'hui lycée de musique Carl-Philipp-Emanuel-Bach (de)
- 1893–1894: 162e et 197e écoles communales, Danziger Straße 50, Berlin-Prenzlauer Berg, aujourd'hui Kita et école primaire am Teutoburger Platz
- 1894–1895: 199e et 205e écoles communales, Levetzowstraße 26, Berlin-Moabit
- 1894–1896: 206e et 212e écoles communales, Siemensstraße 20, Berlin-Moabit, plus tard école primaire James-Krüss, aujourd'hui école communale Theodor-Heuss
- 1895:
  - 11e école, Böckhstraße 10, Berlin-Kreuzberg (plan d'exécution Karl Frobenius), aujourd'hui école Lemgo
  - 10e école Auguststraße 21, Berlin-Mitte (en collaboration avec Paul Hesse), aujourd'hui maison de la culture Mitte
- 1895–1896: 207e et 210e écoles communales, Strelitzer Straße 41/42, Berlin-Gesundbrunnen (collaboration de Max Karchow), aujourd'hui école Gustav-Falke
- 1895–1897: 56e école communale et 18e école auxiliaire, Gotenburger Straße 6-12, Berlin-Gesundbrunnen (collaboration de Paul Hesse), aujourd'hui école Wilhelm-Hauff
- 1897–1898: 70e et 202e écoles communales, Ravenéstraße 11/12, Berlin-Gesundbrunnen (collaboration de Paul Hesse), aujourd'hui école du parc Zille